# مصطفى زيدان
مصطفى زيدان هو لاعب كرة قدم فلسطيني-سويدي محترف، من مواليد 7 يونيو 1998، يلعب لنادي روسنبورغ النرويجي والمنتخب الفلسطيني.

## مسيرة اللاعب
لعب في بداياته في أستون فيلا في الفئات السنية ولعب بعدها في عدة أندية سويدية واحترف لاحقاً في نادي حتا الإماراتي في صيف 2023 وانتقل إلى نادي روسنبورغ النرويجي في عام 2024 ومثل منتخب السويد تحت 17 سنة ومنتخب السويد تحت 19 سنة ومثل منتخب السويد الأول في مباراتين في عام 2023 ولكنه اختار لاحقاً اللعب مع منتخب فلسطين.

## روابط خارجية
- مصطفى زيدان على موقع اتحاد السويد (السويدية)
- مصطفى زيدان على موقع قاعدة بيانات كرة القدم.إي يو (الإنجليزية)
- مصطفى زيدان على موقع ناشيونال فوتبول تيمز (الإنجليزية)
- مصطفى زيدان على موقع Soccerway.com (الإنجليزية)
- | أيقونة بذرة | هذه بذرة مقالة عن لاعب وسط كرة قدم سويدي بحاجة للتوسيع. فضلًا شارك في تحريرها. |